# David Lahm
David Fields Lahm (* 12. Dezember 1940 in New York City) ist ein amerikanischer Jazzmusiker (Piano, Arrangement, Komposition, Liedtexte).

## Leben und Wirken
Lahm ist der Sohn von Dorothy Fields und ihrem zweiten Ehemann, dem Textilfabrikanten David Eli Lahm (1891–1958). Mit sieben Jahren erhielt er klassischen Klavierunterricht bei Constance Keene, den er mit 14 Jahren quittierte. Noch in der Highschool wurde er ein Jazz-Fan und war besonders von Thelonious Monk begeistert. Zwischen 1958 und 1963 absolvierte er ein Anglistik-Studium am Amherst College; daneben begann er in der Jazzband des Colleges zu spielen, mit ersten bezahlten Auftritten auf College-Partys. 1959 verbrachte er neben Ornette Coleman, Don Cherry, Steve Kuhn und Ran Blake drei Wochen im Sommerkurs der School of Jazz in Lenox, den er auch im Folgejahr (neben Don Ellis) besuchte. 1960 studierte er Komposition bei George Russell, der 1961 seine Melodie „Lambskins“ auf dem Album Stratusphunk (Riverside Records) aufnahm. Im selben Jahr gewann er den Preis als „bester Pianist“ beim Notre Dame Jazz Festival.
Nach dem Wehrdienst zog Lahm 1964 nach Indianapolis, wo er mit David Baker und Jamey Aebersold arbeitete. Mit einer Combo der Indiana University tourte er 1966 für drei Monate im Auftrag des State Department durch den Mittleren Osten und Südasien. 1967 zog er nach New York City, wo er bei der ASCAP jobbte. Zwischen 1968 und 1970 war er Mitglied der Bigband von Buddy Rich, mit der er 1969 ein Live-Album einspielte. Im selben Jahr schrieb er mit seiner Mutter einen Song mit dem Titel „Five o’Clock Sky“. Dann war er im New Yorker Jazzclub Village Gate als Pausenpianist und als Begleiter von Sängern wie Janet Lawson an den Montagen tätig. In den frühen 1970er Jahren ging er zweimal mit Attila Zoller auf Deutschlandtournee und trat mit Randy Brecker, Richie Cole und Ted Curson auf. Daneben arbeitete er als Redaktionsassistent bei der Zeitschrift Diversion und begann auch, Vocalise-Texte zu schreiben, etwa für Eddie Jefferson und Mark Murphy.
1981 trat Lahm mit eigener Band (mit John D’Earth, Dave Friedman und Bob Moses) auf dem Kool Jazz Festival auf und veröffentlichte sein Debütalbum mit Eigenkompositionen. Im Folgejahr publizierte er das Album Here in Love Lies the Answer mit der Sängerin Judy Kreston (1933–2009), die er 1990 heiratete. In den nächsten Jahren folgten weitere Alben mit der Band und im Duo. Nach längerer Beschäftigung mit den Songs von Joni Mitchell erschienen bei Arkadia Records zwei Alben mit eigenen Coverversionen als Jazz Takes on Joni Mitchell (1999) und More Jazz Takes on Joni Mitchell (2001).
Lahm trat mit Judy Kreston bis 2003 im eigenen Kabarett in New York City auf. Ihr gemeinsame Album Medleyfyin’ entstand im selben Jahr. Ihr Kabarettprogramm All in the Family war dem Werk von Dorothy Fields gewidmet, deren Nachlass er verwaltet. Überdies unterstützte er Morag McLaren auf ihrem Album Nobody Does It Like Me als Pianist und Arrangeur.